# Église Saint-François-Xavier de Palerme
Pour les articles homonymes, voir Église Saint-François-Xavier.
L'église Saint-François-Xavier (en italien : [Chiesa di] San Francesco Saverio) est un édifice religieux catholique de  Palerme en Sicile (Italie). De style baroque et construite en 1634 l'église est située dans le quartier de l'Albergaria (Palermo) (it), dans le centre historique de Palerme. Le bâtiment est considéré comme le chef-d'œuvre de l'architecte jésuite Angelo Italia. 

## Histoire

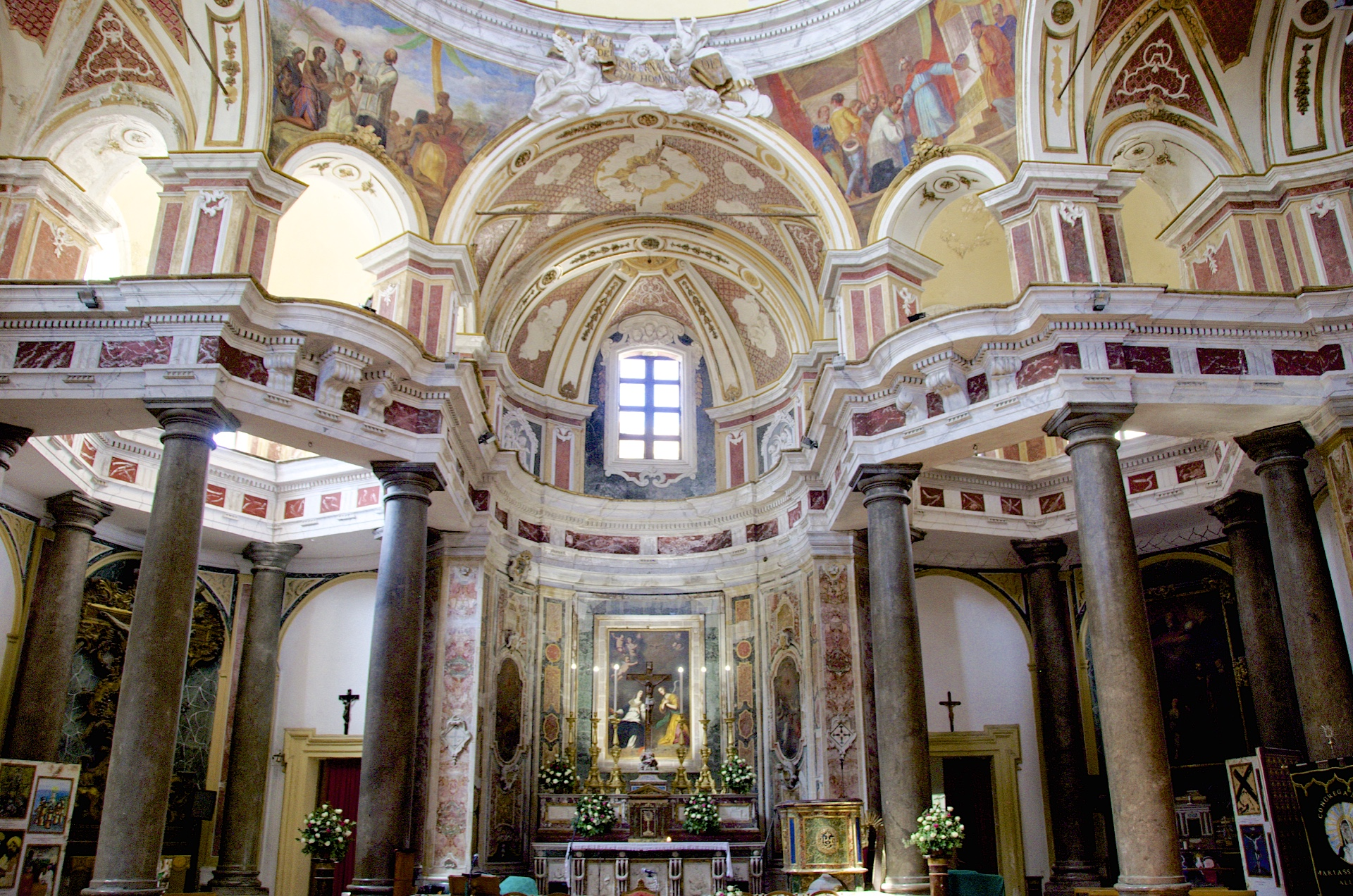
Intérieur de l'église

Le 20 septembre 1633, les jésuites fondent leur quatrième maison à Palerme. Elle était destinée à la maison du 'Troisième An' et était dédiée à saint François Xavier. Cette nouvelle fondation était parrainée par Giovanna Aragona Ventimiglia, marquise de Giarratana. L'archevêque Giovanni Doria bénit le noyau initial de la structure en 1634. 
Une nouvelle maison de jésuites a été construite en 1680 et reconstruite en 1685. Le projet de ce nouveau bâtiment monumental a été réalisé par l'architecte jésuite Angelo Italia. L'église est achevée en 1710, et consacrée le 29 novembre 1711 par l'archevêque de Mazara del Vallo Bartolomeo Castelli. 